# 银雀山汉简
银雀山汉简于1972年4月发掘出土自西汉前期墓葬银雀山汉墓，出土了写于公元前140年至公元前118年的完整简、残简4942简，此外还有数千残片。这些简牍内容包括《孙子兵法》《孙膑兵法》《六韬》等古籍及古佚书。银雀山汉简被列为“新中国30年十大考古发现”之一，21世纪初又被评为“中国20世纪（100年）100项重大考古发现”之一。竹简目前被保存在银雀山汉墓竹简博物馆和山东省博物馆内。

## 出土文献
银雀山汉墓1号墓出土竹简内容包括：《晏子》十六章、《尉缭子》五篇、《六韬》十四篇、《孙子兵法》十三篇及四篇佚名文和一篇残文、《孙膑兵法》十六篇、《守法守令等十三篇》十篇以及论政论兵类五十篇、另有阴阳、时令、占侯、相狗、作酱等其它杂书。
银雀山汉墓2号墓出土竹简内容为：《汉武帝元光元年历谱》，计有32枚。

## 保护
竹简出土后经过了现场整理及室内初步清洗，多数用玻璃条双面夹住浸泡在玻璃管内的蒸馏水中陈放。因当时竹简脱水技术尚未成熟，所以采用了稳妥的蒸馏水饱水保存法，平放于囊匣中存放。经过几十年的长期浸泡，简体糟朽加重，部分包扎竹简的棉线已腐朽。而随着文物保护科技的发展和全面研究的需要，2015年，山东博物馆联合中国文化遗产研究院、清华大学出土文献研究与保护中心等单位联合启动了“银雀山汉简保护整理与研究”项目，计划在3年内利用红外线扫描等最新科技完成对这批汉代竹简的基本保护和整理研究工作。